# Colmeal da Torre
Colmeal da Torre é uma povoação portuguesa do Município de Belmonte que foi sede da Freguesia de Colmeal da Torre, freguesia que tinha 7,42 km² de área e 729 habitantes (2011), e, por isso, uma densidade populacional de 98,2 hab/km².
A Freguesia de Colmeal da Torre foi extinta em 2013, no âmbito de uma reforma administrativa nacional, tendo sido reagregada com a freguesia de Belmonte, restaurando o território da freguesia anterior à desanexação de 1949, mas agora sob a designação de União das Freguesias de Belmonte e Colmeal da Torre e tem a sede em Belmonte.
A Freguesia de Colmeal da Torre foi criada em 1949, por desanexação da freguesia de Belmonte, originando o surgimento de um exclave no remanescente da freguesia de que se separou.
O nome Colmeal sugere uma área de colmeias ou uma área onde existia colmo em abundância.

## População
| 1950  | 1960  | 1970 | 1981 | 1991 | 2001 | 2011 |
| 1 002 | 1 123 | 673  | 757  | 873  | 894  | 729  |

Criada pelo decreto lei nº 37.536, de 01/09/1949, com lugares desanexados da freguesia de Belmonte
| Distribuição da População por Grupos Etários em 2001 e 2011 | Distribuição da População por Grupos Etários em 2001 e 2011 | Distribuição da População por Grupos Etários em 2001 e 2011 | Distribuição da População por Grupos Etários em 2001 e 2011 | Distribuição da População por Grupos Etários em 2001 e 2011 | Distribuição da População por Grupos Etários em 2001 e 2011 | Distribuição da População por Grupos Etários em 2001 e 2011 | Distribuição da População por Grupos Etários em 2001 e 2011 | Distribuição da População por Grupos Etários em 2001 e 2011 | Distribuição da População por Grupos Etários em 2001 e 2011 |
| ----------------------------------------------------------- | ----------------------------------------------------------- | ----------------------------------------------------------- | ----------------------------------------------------------- | ----------------------------------------------------------- | ----------------------------------------------------------- | ----------------------------------------------------------- | ----------------------------------------------------------- | ----------------------------------------------------------- | ----------------------------------------------------------- |
| Idade                                                       | 0-14                                                        | 15-24                                                       | 25-64                                                       | > 65                                                        |                                                             | 0-14                                                        | 15-24                                                       | 25-64                                                       | > 65                                                        |
| 2001                                                        | 113                                                         | 121                                                         | 466                                                         | 194                                                         |                                                             | 12,6%                                                       | 13,5%                                                       | 52,1%                                                       | 21,7%                                                       |
| 2011                                                        | 64                                                          | 70                                                          | 389                                                         | 206                                                         |                                                             | -43,4%                                                      | -42,1%                                                      | -16,5%                                                      | 6,2%                                                        |

## Património
- Torre de Centocelas (Centum Cellas, Centum Cellæ, Centum Celli, ou Centum Cœli)
- Igreja de São Bartolomeu (Igreja Matriz)
- Chafariz da Fonte do Meio
- Chafariz do Ribeirinho
- Fonte Nova
- Moinho de água